# Acroscyphella phoenicorhiza
Acroscyphella phoenicorhiza là một loài rêu trong họ Balantiopsidaceae. Loài này được Grolle N. Kitag. & Grolle mô tả khoa học đầu tiên năm 1985.